# 231
231是230與232之間的自然數。

## 在數學中
- 合數，正因數有1、3、7、11、21、33、77和231。
質因數分解為{\displaystyle 3\times 7\times 11}。
- 虧數，真因數和為153，虧度為78。
- 無平方數因數的數。
- 第22個楔形數。前一個為230、下一個為238。
- 十进制的奢侈數。
  - 是一個楔形數
- 是第21個三角形數、第11個六邊形數
- 幸運數
- 無平方數因數的數
- {\displaystyle 231\pm 2}是質數
- {\displaystyle 10\times 231\pm 1}是孿生質數
- 231在二進制是迴文數。

## 在人類文化中
- 新北市新店區的郵遞區號為231

## 在科學中
- 鏷-231是鏷中最穩定的同位素，它的半衰期有32760年

## 在其他領域中
- 西元231年和前231年
- 2月31日是一個虛構的日期。